# Rhynchozoon celestinoi
Rhynchozoon celestinoi is een mosdiertjessoort uit de familie van de Phidoloporidae. De wetenschappelijke naam van de soort is voor het eerst geldig gepubliceerd in 2010 door Souto, Reverter-Gil & Fernández-Pulpeiro.